# Pattadakal
Pattadakal es un lugar del distrito de Bijapur, estado de Karnataka en la India, famoso por sus grupos de monumentos que muestran las primeras experiencias en la arquitectura de los templos.
La particularidad del lugar proviene de la presencia conjunta de los estilos dravídicos o meridionales y nagara o septentrionales de la arquitectura india. Entre los templos más notables, podemos citar Virupaksha, Mallikarjuna y los templos de Papanatha.
El Conjunto de Monumentos de Pattadakal fueron declarados como Patrimonio de la Humanidad por la Unesco en el año 1987.

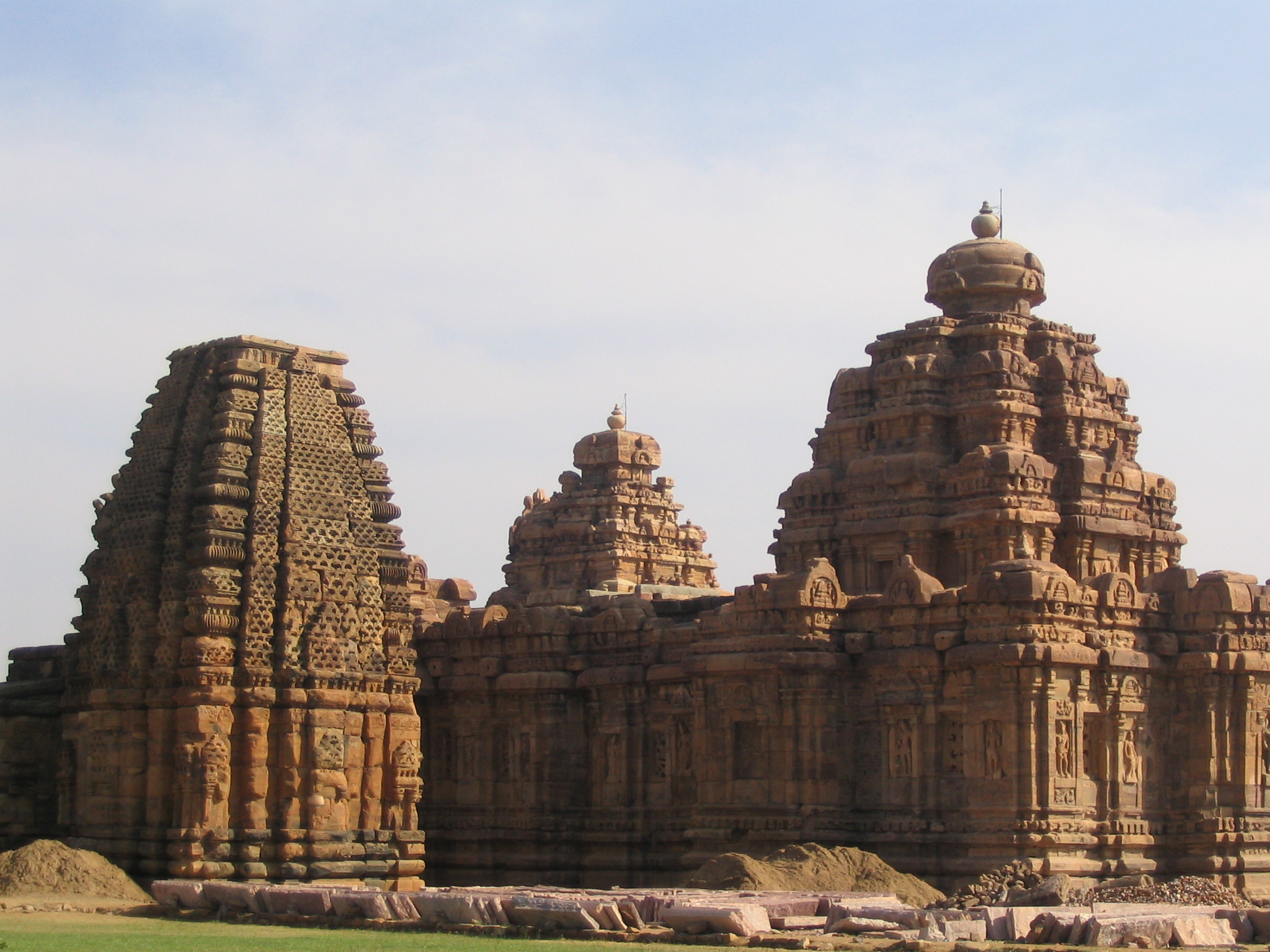
Templos de Mallikarjuna y Kashivisvanatha.